# 荒木一成
荒木 一成（あらき かずなり、1961年 - ）は、恐竜造形家。大阪府寝屋川市出身。

## 来歴
大阪府立南寝屋川高等学校、明治鍼灸短期大学卒業。短期大学卒業後は大阪市内の鍼灸院で働いたのち、1985年から2006年まで枚方市内の病院に勤務していた。1989年に結婚し、2人の男子をもうけている。
日本の恐竜造形の第一人者として1980年代より数々の恐竜復元模型を製作する。学術的な考証に基づいた精緻な模型を手がける。手がけた模型は国内外の博物館に収蔵される。30余年の間に手がけた作品数は750作以上にのぼる。
福井県立恐竜博物館展示の恐竜骨格標本に対応する復元模型は全て荒木が制作したものである。福井駅西口の福井産恐竜ロボットの原型も担当した。
また、モデルグラフィックス等の模型雑誌に寄稿するなど執筆活動も手がける。

## 著作
- 筋肉からつくる!恐竜ねんど (造形活動に役立つ恐竜の世界)
- 骨からえがく!恐竜スケッチ (造形活動に役立つ恐竜の世界)
- ぼくは恐竜造形家
- きょうりゅう (あそびのおうさまずかん)
- 恐竜学ノート―恐竜造形家・荒木一成のこうすればかっこうよく作れる恐竜模型
- 恐竜100 (どうぶつアルバム)
- 恐竜と大むかしのいきもの100 (どうぶつアルバム)